# Simon Achrenius (d.y.)
Simon Achrenius (22. Augusti 1729 Sievi – 31. December 1782 Kronoby) var en svensk (finländsk) poet och präst. Han tjänstgjorde som präst i Paldamo och i Pedersöres storförsamling. Hans stora litterära verk hade 2300 verser och heter Uudet Hengelliset Runot Läsnä Olevaisista ja Tulewaisista Tiloista (1766).
Simon Achrenius hörde till den kända präst- och poetsläkten Achrenius. Hans föräldrar var kaplanen i Sievi Simon Achrenius (d.ä) och Maria Bång. Han var bror till Henrik Achrenius och brorson till Abraham Achrenius.
Simon Achrenius gick tillsammans med sin yngre bror Henrik Uleåborg trivialskola och avklarade gymnasiet år 1749. Achrenius studerade med stipendium vid Åbo Akademi 1759-1762, och han fick 1761 intyg för prästvigning. Han var då kyrkoherdeassistent, först i Paldamo 1763 och sedan i Jakobstad. Achrenius insjuknade 1768 och tvingades tillbringa resten av sitt liv bland mentalsjuka på Korpholmens hospital i Kronoby. På grund av sin sjukdom förlorade han prästrättigheterna och fick inte tillbaka  dem trots anhållan. Achrenius gifte sig 1768 med sin tjänarinna Sofia Lardotter Björklund och fick därför en varning av domkapitlet. 

## Achrenius dikter
- Runo Lappajärven kappalaisen Tuomas Wilckmanin kuoleman johdosta. 1758
- runodikt om en näverbåt. 1758
- Uuden wuoden toiwotus ja sanoma hywälle ystävälle. 1763 (Achrenius sände dikten islutet av året från Paltamo till En Abraham i Alajärvi )
- Uudet Hengelliset Runot Läsnä Olevaisista ja Tulevaisista Tiloista, diktsamling med 2 300 verser. Innehåller Kehoitus ylösherätyxeen synnin unesta, Herran Jesuxen Chistuksen Callista Ansiosta ja Wanhurscaudesta, Herran Jesuxen Wanhurscaudesta, Cuoleman Codosta, Duomion Tulosta, Helvetin Walkiasta ja Taiwan iloisemmasta ilosta ja autuudesta. 1766